# Villapedre (Villalba)
Villapedre(llamada oficialmente San Mamede de Vilapedre) es una parroquia española del municipio de Villalba, en la provincia de Lugo, Galicia.

## Otras denominaciones
La parroquia también es conocida por los nombres de San Mamed de Vilapedre y San Mamed de Villapedre.

## Organización territorial
La parroquia está formada por cuarenta entidades de población, constando treinta de ellas en el nomenclátor del Instituto Nacional de Estadística español:

### Entidades de población
Entidades de población que forman parte de la parroquia:
- A Balsa Pequena
- A Bouza
- Acibeiro (Aciveiro)
- A Fraga
- A Garea
- Carballeira (A Carballeira)
- Casanova (A Casanova)
- Castiñeiras
- Cernado
- Condomiñas
- Cornas
- Cubas
- Doade
- Igrexario (O Igrexario)
- Lombo do Cervo
- Lombo do Río
- O Carballal
- O Castro
- O Cristo
- O Escourido
- O Padriñeiro
- O Pazo
- O Porto de Bois
- Os Muíños
- Porrás
- Porto Rañal (O Porto Bañal)
- Rebordelo
- Rebordiños
- Sarela
- Vigo

### Despoblados
Despoblados que forman parte de la parroquia:
- Bustofreán
- Cal de Abelleira
- Corvelle
- Fraguas
- Gondulfe
- Insua (A Insua)
- Lavapés
- Orosa
- Ramos
- Sulombos (Sulombo)

## Demografía
| Gráfica de evolución demográfica de Villapedre entre 2000 y 2021 |
|                                                                  |
| Datos según el nomenclátor publicado por el INE.                 |